# Coupe d'Italie A2 féminine de volley-ball
La Coupe d'Italie A2 féminine de volley-ball est une compétition à élimination directe, organisée par la Lega Serie A et créée en 1996.

## Palmarès
| Année | Vainqueur                   | Score                                     | Finaliste                       |
| ----- | --------------------------- | ----------------------------------------- | ------------------------------- |
| 1997  | Edina Ester Pefim Napoli    | 3 - 0 (15-9, 15-12, 15-13)                | Volley 2000 Spezzano            |
| 1998  | Biasia Vicenza              | 3 - 0 (15-12, 15-8, 15-12)                | Sestese Volley                  |
| 1999  | Volley Vigevano             | 3 - 1 (15-10, 14-6, 8-15, 15-11)          | Viva Volley Tortoreto           |
| 2000  | Ags Volley San Donà         | 3 - 1 (25-23, 25-23, 20-25, 25-22)        | Vini Monte Schiavo Jesi         |
| 2001  | AGIL Volley                 | 3 - 0 (29-27, 25-20, 25-23)               | Vini Monte Schiavo Jesi         |
| 2002  | Icot Tec Forlì              | 3 - 1 (21-25, 25-22, 26-24, 25-23)        | Universal Carpi                 |
| 2003  | Scavolini Pesaro            | 3 - 0 (25-17, 25-23, 25-17)               | Bigmat Chieri                   |
| 2004  | Santeramo Sport             | 3 - 1 (24-26, 28-26, 26-24, 25-15)        | Volley Lodi                     |
| 2005  | Pallavolo Civitanova        | 3 - 0 (26-24, 25-21, 25-22)               | Volley Club Padova              |
| 2006  | Rebecchi Rivergaro          | 3 - 0 (25-20, 25-21, 25-16)               | Yamamay Busto Arsizio           |
| 2007  | Sassuolo Volley             | 3 - 0 (25-19, 26-24, 25-19)               | Yamamay Busto Arsizio           |
| 2008  | Compétition non disputée    | Compétition non disputée                  | Compétition non disputée        |
| 2009  | Cariparma SiGrade Parma     | 3 - 2 (25-17, 25-22, 14-25, 14-25, 17-15) | Brunelli Volley Nocera Umbra    |
| 2010  | Aprilia Volley              | 3 - 0 (25-16, 25-20, 25-20)               | Universal Carpi                 |
| 2011  | Esse-ti Loreto              | 3 - 2 (25-21, 25-27, 22-25, 25-22, 15-9)  | Lavoro.Doc Pontecagnano         |
| 2012  | Esse-ti La Nef Loreto       | 3 - 1 (23-25, 25-21, 25-15, 27-25)        | Icos Crema                      |
| 2013  | IHF Volley Frosinone        | 3 - 0 (25-21, 25-19, 25-23)               | Pomì Casalmaggiore              |
| 2014  | Azzurra Volley San Casciano | 3 - 2 (25-20, 17-25, 25-21, 15-25, 15-11) | Metalleghe Sanitars Montichiari |
| 2015  | Volksbank Sudtirol Bolzano  | 3 - 0 (25-23, 25-19, 25-19)               | Beng Rovigo Volley              |
| 2016  | Volley 2002 Forlì           | 3 - 0 (25-15, 25-21, 25-18)               | Volley Soverato                 |
| 2017  | Lardini Filottrano          | 3 - 1 (25-17, 17-25, 25-20, 25-15)        | myCicero Pesaro                 |
| 2018  | Battistelli S.G. Marignano  | 3 - 1 (25-23, 24-26, 27-25, 25-18)        | LPM Bam Mondovì                 |
| 2019  | Canovi Coperture Sassuolo   | 3 - 2 (23-25, 25-17, 25-16, 18-25, 17-15) | LPM Bam Mondovì                 |
| 2020  | Delta Informatica Trentino  | 3 - 1 (25-20, 25-19, 29-31, 25-21)        | Omag San Giovanni in Marignano  |
| 2021  | Helvia Recina               | 3 - 0 (25-23, 25-20, 25-23)               | LPM Bam Mondovì                 |
| 2022  |                             |                                           |                                 |